# Eckold (Unternehmen)
Die Eckold GmbH & Co. KG ist ein Unternehmen mit Sitz in St. Andreasberg im Harz. Sie ist im Bereich der Kaltumformung weltweit tätig und stellt Werkzeuge, Maschinen und Anlagen zum Umformen, Fügen und Stanzen von Blechen und Profilen her. Der Umsatz lag 2018 bei ca. 22 Mio. Euro. Das Unternehmen beschäftigt 2019 über 150 Mitarbeiter.

## Geschichte
Der spätere Firmengründer Walter Eckold (1895 – 1963) arbeitete 19 Jahre als Meister, Obermeister und Betriebsingenieur bei der Junkers Flugzeugwerk AG in Dessau. Walter Eckold war bei Junkers an der Erfindung des Einmann-Nietens, auch Blindnieten genannt, sowie an Werkzeugen zum Stauchen von Blechen und Profilen maßgeblich beteiligt. Er leitete den Vorrichtungsbau. Hier wurden Vorrichtungen und Lehren konstruiert und hergestellt.

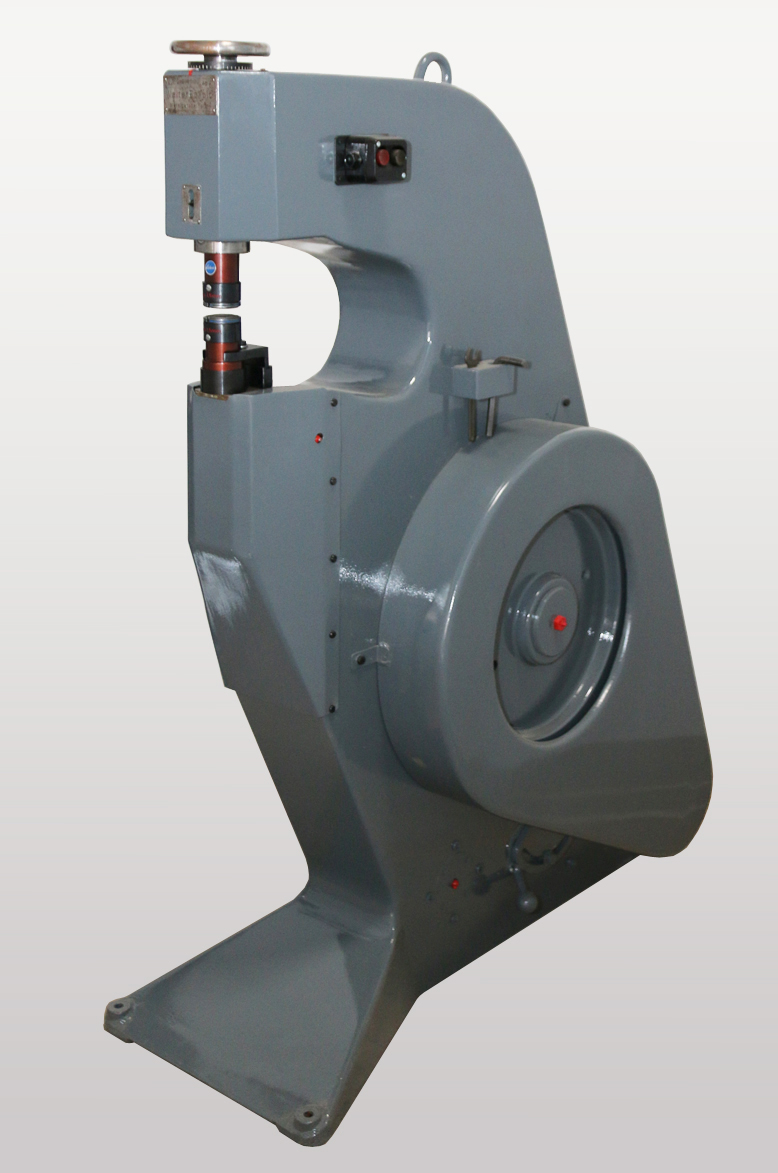
Erste Eckold Stauchmaschine von 1941 aus Wernigerode am Harz

Mit der Gründung seiner eigenen Firma 1936 in Wernigerode und ab 1938 auch im Zweigwerk Seehausen entwickelte er eigene Stauchmaschinen, die vornehmlich in der Flugzeugindustrie eingesetzt wurden. Eine „Maschine zur spanlosen Formung von handgesteuerten Blechen oder Profilen“ wurde 1941 zum Patent angemeldet; die Erteilung erfolgte aufgrund der kriegsbedingten Unterbrechung der Arbeit des Patentamtes allerdings erst 1958. Auch Fördergeräte in Stahlleichtbau zum Einsatz in der Landwirtschaft, der Bauindustrie und im Güter- und Gepäckverkehr wurden produziert.
Während des Zweiten Weltkrieges lieferte das Unternehmen Vorrichtungen und Lehren an fast alle deutschen Flugzeughersteller. Im Jahr 1945 waren ca. 800 Mitarbeiter, darunter auch Fremdarbeiter, beschäftigt. Nach Kriegsende erfolgte die Umstellung auf zivile Produkte. Nach der Enteignung der Werke durch die Sowjetische Besatzungsmacht 1948 floh Walter Eckold in den Westen und siedelte sein neues Unternehmen 1948 in St. Andreasberg im Harz in Firmengebäuden eines ehemaligen Rüstungsbetriebs des Hoesch-Konzerns an.
Walter Eckold besaß Patente über die von ihm entwickelten Werkzeuge und Maschinen zur spanlosen Kaltumformung von Blechen und Profilen. An Schutzhauben, Kotflügeln und Dächern für Traktoren (Marken WOTRAK und OBERHARZ) erprobte und verbesserte er von 1949 bis 1950 seine universellen Werkzeuge und Maschinen. Anfang 1950 wurde mit der serienmäßigen Fertigung für die universelle Blech- und Profilverformung begonnen. Die Erzeugnisse wurden unter den Bezeichnungen Eckold-Kraftformer, Eckold-Handformer und Eckold-Elastikformer vertrieben, unter deren Namen sie auch heute noch bekannt und erhältlich sind.
1957 gründete Walter Eckold in Chur / Schweiz die W. Eckold AG. Dieses Unternehmen hatte die Aufgabe, den Export aufzubauen, vorerst in die Länder Italien, Jugoslawien, Schweiz und Österreich. Die Eckold AG ist heute juristisch eigenständig, es wird aber eine enge Zusammenarbeit gepflegt.
1961 traten seine Söhne Gerd-Jürgen (* 1928) und Hartmut (* 1936) als Gesellschafter in die oHG ein. Walter Eckold starb 1963 im Alter von 68 Jahren. Seine Söhne übernehmen nun auch die Geschäftsführung.  Anfang der 1970er Jahre wurden die Eckold-Produkte bereits in mehr als 90 Länder der Erde exportiert.
Das Produktionsprogramm wurde ständig erweitert. Ab 1975 führt das Unternehmen auch hydraulisch betriebene, mobile Werkzeuge (Mobilformer) aus Eigenentwicklung im Programm. 1977 wurde die Schwesterfirma, die Eckold-Biegetechnik GmbH & Co. KG, als Dienstleistungsbetrieb gegründet. Für den Nutzfahrzeugbereich und den Waggonbau werden Profile aus Stahl und Aluminium gebogen. Im Laufe der Jahrzehnte entstanden Vertriebsgesellschaften in Großbritannien, Frankreich, Tschechien, Japan und Ungarn.
1981 wurde auf der 4. Europäischen Werkzeugmaschinenausstellung in Hannover mit dem Eckold-Druckfügen die bis dahin für den europäischen Markt neuartige Fügetechnik vorgestellt. Hierbei werden Bleche ohne thermische Beeinflussung der Fügestelle unlösbar miteinander verbunden. Im Zuge der Übernahme der Bezeichnung Durchsetzfügen als Oberbegriff in das deutsche Normenwerk wurde 1984 die Umbenennung in Eckold-Druckfügen (damals patentrechtlich geschützt) vorgenommen. Um später dem Sprachgebrauch der Anwender zu entsprechen, wurde der Begriff Druckfügen 1998 internationalisiert und in Clinchen umbenannt. Die Clinchtechnologie wird heute in allen blechverarbeitenden Industrien bis hin zur Automobilindustrie eingesetzt.
Im Jahr 1999 verstarb der geschäftsführende Gesellschafter Gerd-Jürgen Eckold. Die Firmenanteile wurden auf seine Kinder Annegret Eckold, Hans-Henning Eckold und Claus-Peter Eckold übertragen, die das Unternehmen fortführen.
Ab dem Jahr 1980 wurden weltweit weitere Eckold-Vertriebsgesellschaften gegründet:
- Eckold Ltd., Coventry, Großbritannien
- Eckold Kft., Győr, Ungarn
- Eckold & Vavrouch spol. s r.o., Brno, Tschechien
- Eckold Japan Co. Ltd., Funabashi-City, Japan
- Eckold Corporation, Duluth, USA

Die Eckold GmbH & Co. KG hat heute einen Exportanteil von 40 % und liefert ihre Erzeugnisse in mehr als 100 Länder der Erde.

## Heutige Geschäftsfelder und Produkte
Eckold konstruiert und fertigt für seine Kunden aus der Automobilindustrie, dem Flugzeugbau und der gesamten blechverarbeitenden Industrie Werkzeuge, Maschinen und Anlagen für die Kaltumformung von Blechen und Profilen. Zu den angebotenen Technologien zählen Clinchen, Stanzen, Stanznieten, Umformen, Prägen, Prägestanzen, Falzen und Radhausbördeln.
Clinchen:
- mobile und stationäre Geräte, auch für den automatisierten Betrieb und den Robotereinsatz
- individuelle Fertigung von Clinchzangen, Clinchbügeln, Clinchgeräten, Clinchvorrichtungen und Clinchanlagen

Stanzen:
- automatisierte Stanzeinrichtungen bis hin zu mobilen und manuell geführten Stanzwerkzeugen

Stanznieten:
- automatisierte Stanznietsysteme

Umformen von Blechen, Rohren und Profilen ohne Wärmeeinwirkung (Stauchen, Strecken, Nachformen, Spannen, Bombieren, Glätten, Richten, Abkanten, Stanzen, Ausklinken, Biegen, Rollstrecken)
- Kraftformer
- Handformer
- Rollenstreckmaschinen

Prägen / Prägestanzen:
- mobil geführte Geräte, zum Einbau in Vorrichtungen oder zum Handling am Industrieroboter
- komplette Anlagensysteme und Vorrichtungen
- Kalottenprägen

Falzen:
- Falzschließen an Fahrzeug-Anbauteilen

Radhausbördeln:
- Geräte für Umformarbeiten an zwei- oder einlagigen vorgekanteten Blechflanschen im Radhausbereich (Automobilbau)

## Regenerative Energiegewinnung
Die erforderliche Energie erzeugen zwei eigene Francis-Turbinen, die durch das Wasser der Sperrlutter als Ausläufer des Rehberger Grabens (Oberharzer Wasserregal) betrieben werden. Die Trinkwasserversorgung wird durch eine eigene Quelle gesichert.